# Place Alain-Goldmann
La place Alain-Goldmann est une place située dans le 9e arrondissement de Paris, en France.

## Situation et accès
La place est située au croisement des rues Saint-Georges et de la Victoire.

## Origine du nom
La place porte le nom d'Alain Goldmann (1931-2022), rabbin français.

## Historique
Par délibération du 12 juillet 2024, la voie prend la dénomination de « place Alain-Goldmann ».